# 周晓鸥
周晓鸥（1969年8月22日—），男，北京人，中国歌手、原零点乐队主唱。前任妻子是艳乐队主唱唐平。

## 生平
周晓鸥早年带领零点乐队进行比赛，1998年，带领乐队蝉联上海东方电台第四届东方风云榜“最受欢迎乐队组合”大奖；作品精选集《最好的零点》在中国内地全面上市发行。销量短期内突破三十万张，使荣获的四张专辑累计销量已近二百万。1999年，发布第四张专辑《零点零时零分》。2000年，参加在首都体育馆举行的中国歌曲榜年度颁奖典礼，并荣获最佳乐队奖；同年参加中央人民广播电台的“中国流行歌曲榜”年度颁奖典礼，获“最佳乐队奖”。
2008年，周晓鸥因反对乐队成员吸毒，而退出乐队；此后他主要参加一些影视圈活动。2013年，他参加湖南卫视《我是歌手》节目，并有上佳表现。
2013年12月，獲2013年国剧盛典極具精神突破演員。

## 专辑
- 1996年《别误会》
- 1997年《永恒的起点》
- 1999年《00:00:00》

## 作品

### 电视剧
| 首播时间 | 作品名                     | 扮演角色 | 备注               |
| -------- | -------------------------- | -------- | ------------------ |
| 2003年   | 《征服》                   | 吴天     |                    |
| 2006年   | 《撕开你的伤口》           | 滚刀肉   |                    |
| 2006年   | 《角力》                   |          |                    |
| 2006年   | 《奋斗》                   | 猪头     |                    |
| 2009年   | 《天行健》                 | 三贝勒   |                    |
| 2010年   | 《蚁族的奋斗》             | 高大权   |                    |
| 2011年   | 《东北往事之江湖儿女》     | 刘国雄   |                    |
| 2012年   | 《女人的抉择》             | 赵贵生   |                    |
| 2013年   | 《门第》                   | 何秋生   |                    |
| 2013年   | 《新神探联盟之包大人来了》 | 红鼠     |                    |
| 2014年   | 《一又二分之一的夏天》     | 羅海斌   |                    |
| 2014年   | 《绝爱》                   | 高展旗   |                    |
| 2016年   | 《还是夫妻》               | 大蔡     |                    |
| 2019年   | 《你是我的答案》           | 包總     | 客串               |
| 2020年   | 《龙岭迷窟》               | 马大胆   | 網絡劇             |
| 2021年   | 《扫黑风暴》               | 陈建波   |                    |
| 2021年   | 《狐系女友惹不起》         | 周大谦   | 網絡短劇           |
| 2022年   | 《飞狐外传》               | 平四     | 網絡劇             |
| 2023年   | 《虫图腾》                 | 方儒德   | 網絡劇，2019年拍攝 |
| 2023年   | 《猎罪者》                 | 王大力   | 網絡劇             |
| 2025年   | 《三叉戟2》                | 李西正   |                    |
| 2025年   | 《扫毒风暴》               | 孟漢丘   |                    |

### 電影
- 2011年《天下无贼》饰 万金油
- 2011年《光棍终结者》饰 赵非
- 2013年《警察故事2013》饰 魏小福
- 2022年《开棺》(網絡電影)
- 2022年《牧野诡事之赤丹珠》(網絡電影)
- 2025年《再见，坏蛋》
- 待上映《不期而愈》饰